# Megafauna del Plistocè
La megafauna del Plistocè inclou tots els grans animals que van viure a la Terra durant el Plistocè i que es van extingir durant l'extinció de l'Holocè. El terme «megafauna» s'utilitza per descriure els animals amb un pes corporal d'adult que excedeixi 44 kg.

## Paleoecologia

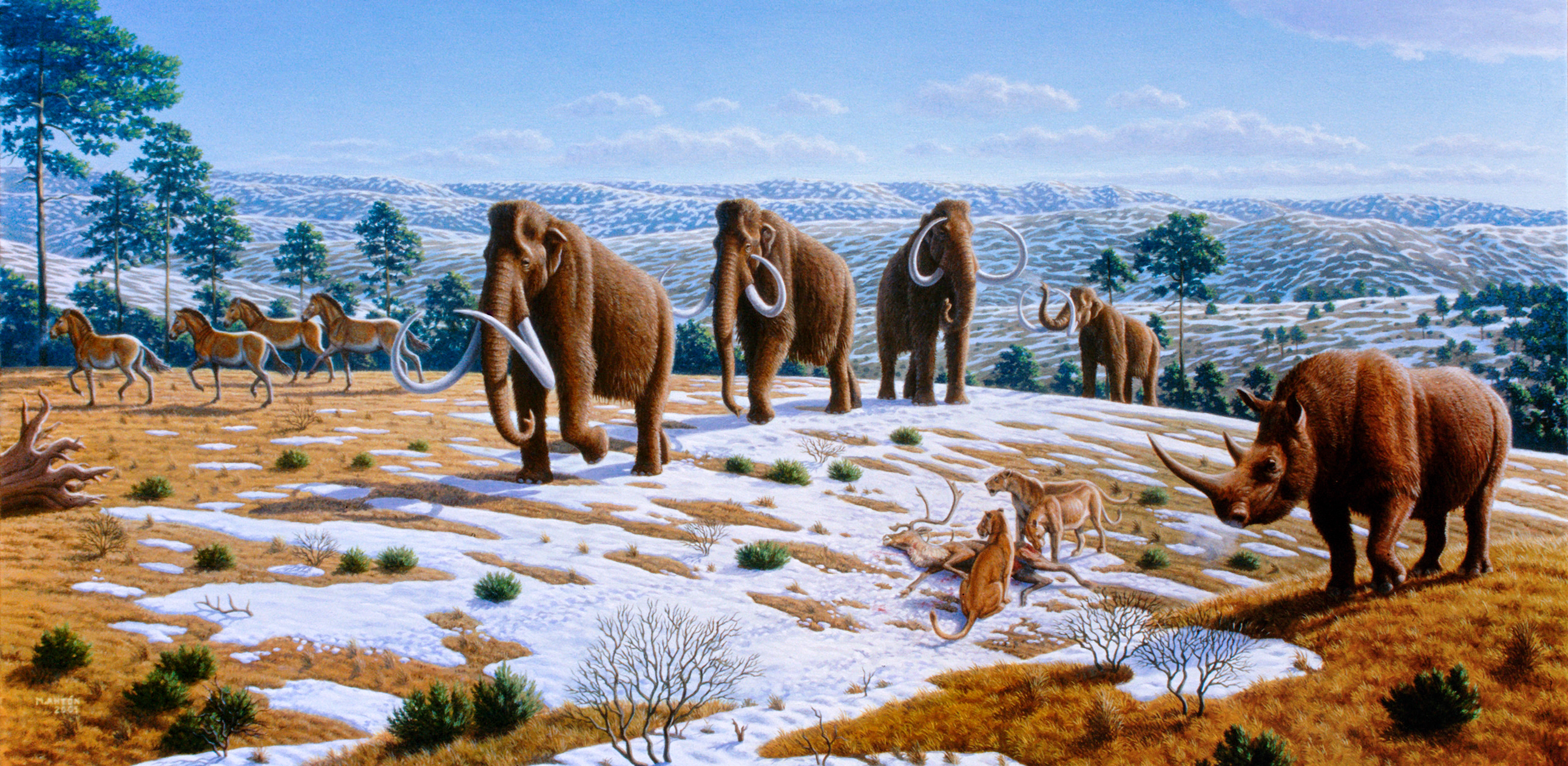
Il·lustració d'un paisatge i fauna del Plistocè, de Mauricio Antón Ortúzar (c. 2004)

L'última de les glaciacions del Quaternari es va produir entre el 125.000 i 14.500 aC, al final de Plistocè. Aquest episodi glacial va assolir el seu punt màxim durant l'últim període glacial, quan el casquet polar va començar a estendre's fa 33.000 anys per assolir el seu màxim fa 26.000 anys. El gel va començar a fondre's a l'hemisferi nord fa 19.000 anys i a l'Antàrtida fa 14.500 anys, fet que donà lloc a una pujada del nivell del mar.
Una gran estepa de mamuts s'estenia des de la península Ibèrica fins a Alaska i el Yukon a través d'Euràsia i l'estret de Bering. Es va aturar a Nord-amèrica per la glaciació de Wisconsin. Aquest pont de terra va existir fins llavors perquè el nivell del mar era més baix, car una major part de l'aigua mundial d'aquella època estava congelada sobre els continents. El pont va desaparèixer quan el nivell del mar va començar a pujar, fa 11.000 anys. Durant el període més fred d'aquesta glaciació, Europa era més freda i més seca que a l'actualitat, amb un desert polar al nord i estepes o tundra al sud i a la resta del territori. Els boscos i arbres eren gairebé inexistents, a excepció d'algunes zones aïllades a les serralades del sud d'Europa.
Els fòssils recollits a diferents punts del continent han mostrat que la majoria dels grans animals van desaparèixer cap al final de l'últim període glacial. Aquests animals s'agrupen sota el nom de «megafauna del Plistocè». L'elefant antic (Palaeoloxodon antiquus) s'estenia a través d'Euràsia entre el 100.000 i 50.000 aC. L'hipopòtam (Hippopotamus amphibius), rinoceront (Stephanorhinus), l'os de les cavernes (Ursus spelaeus) i l'antílop (Spirocerus) van desaparèixer entre el 50.000 i 16.000 aC. La hiena tacada (Crocuta crocuta), el rinoceront llanut (Coelodonta antiquitatis) i els mamuts (Mammuthus) van desaparèixer entre el 16.000 i 11.500 aC. L'avantpassat del bou mesquer (Ovibos moschatus) va desaparèixer fa 11.500 anys, així com el cérvol (Megaloceros), encara que una petita població va sobreviure fins fa 7.700 anys a l'oest de Sibèria. Una petita població de mamuts van sobreviure a l'illa de Wrangel fins fa 4.500 anys. La desaparició d'aquestes espècies va provocar la desaparició dels seus depredadors; el dents de sabre (Homotherium) va desaparèixer fa 28.000 anys, el lleó de les cavernes (Panthera leo spelaea) fa 11.900 anys i el lleopard (Panthera pardus) va desaparèixer d'Europa fa 27.000 anys.
El Plistocè tardà es caracteritza per una sèrie d'oscil·lacions climàtiques severes i ràpides, amb variacions locals de temperatura de vegades de 16 °C, que es correlacionen amb la desaparició de la megafauna. Aquest període correspon també a la ràpida substitució de diverses espècies per altres del mateix gènere, o d'una població per una altra de la mateixa espècie, i això dins d'una zona bastant àmplia.
Els avantpassats dels humans moderns van sorgir a l'Àfrica oriental fa 195.000 anys. Alguns van emigrar fa 60.000 anys, i un grup es va establir a l'Àsia central fa 50.000 anys. A partir d'aquí ocupen Europa; s'han trobat fòssils humans d'entre 43.000 i 45.000 anys d'antiguitat a Itàlia, al Regne Unit, i datats del 40.000 aC a la part europea de la Rússia àrtica. Un altre grup va sortir de l'Àsia central i va arribar fins al riu Iana, a Sibèria, molt per sobre del cercle polar àrtic, fa uns 27.000 anys. S'han trobat fòssils de mamuts amb marques de caça pels humans de fa 45.000 anys a la badia del Ienissei, a la Sibèria Central. A continuació, els homes moderns es van obrir pas a través de l'estret de Bering fins a arribar a Nord-amèrica, entre el 20.000 i 11.000 aC, després del final de la glaciació de Wisconsin, però abans que el pont de terra s'inundés per l'ascens de les aigües. Aquests humans van colonitzar Amèrica. En el Creixent Fèrtil, la primera agricultura es va desenvolupar fa 11.500 anys.

## Teories
S'han proposat quatre teories per explicar aquestes extincions:
- la caça pels humans, degut a la seva expansió i l'augment de la població;[20]
- el canvi climàtic;
- la propagació de malalties;
- un impacte d'un asteroide o un cometa.[21]

Aquests factors no són necessàriament excloents i molts d'ells es poden combinar.

## Regions afectades

### Nord-amèrica

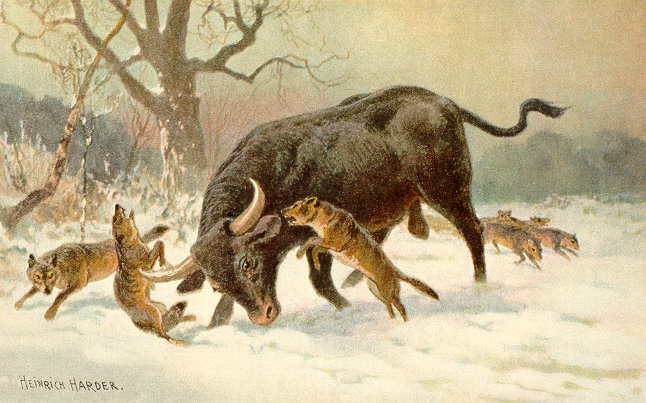
Pintura de Heinrich Harder on es mostra un ur que lluita contra uns llops

Durant l'extinció de la megafauna americana, al voltant de fa 12.700 anys, es van extingir 90 gèneres de mamífers que pesaven més de 44 kg.
La fauna del Plistocè a Nord-amèrica inclou el peresós gegant, l'ós de cara curta (Arctodus simus), diverses espècies de tapirs, el pècari (incloent-hi Mylohyus i Platygonus), el lleó americà (Panthera leo atrox), tortugues gegants, el guepard americà (Myracinonyx), el tigre dents de sabre ( conegut com Smilodon)i el fèlid de dents de sabre (Homotherium), el llop gegant, la saiga (Saiga tatarica); camèlids com dues espècies actualment extintes de llames i camelops, almenys dues espècies de bisons, Cervalces scotti, els bòvids Euceratherium collinum i Bootherium bombifrons, 14 espècies d'antílop americà (13 de les quals s'han extingit), el cavall, el mamut i el mastodont; l'armadillo gegant (Dasypus bellus) i el gliptoteri (Glyptotherium), el castor gegant (Castoroide) i aus com el còndor gegant (Aiolornis incredibilis) i els teratòrnids (Teratornithidae). El salmó dents de sabre (Oncorhynchus rastrosus) també vivia en aquell moment.
En contrast amb tot això, l'animal més gros actual de Nord-amèrica és el bisó americà.

### Sud-amèrica
La fauna del Plistocè de Sud-amèrica va ser molt variada, incloent, per exemple, el peresós gegant o megateri (Megatherium). El continent és també la llar d'algunes espècies d'herbívors com el litoptern Macrauchenia, Cuvieronius, Stegomastodon, Doedicurus clavicaudatus, Glyptodon, Hippidion i Toxodon.
Els principals depredadors de la zona van ser l'arctoteri (Arctotherium) i Smilodon.

### Austràlia

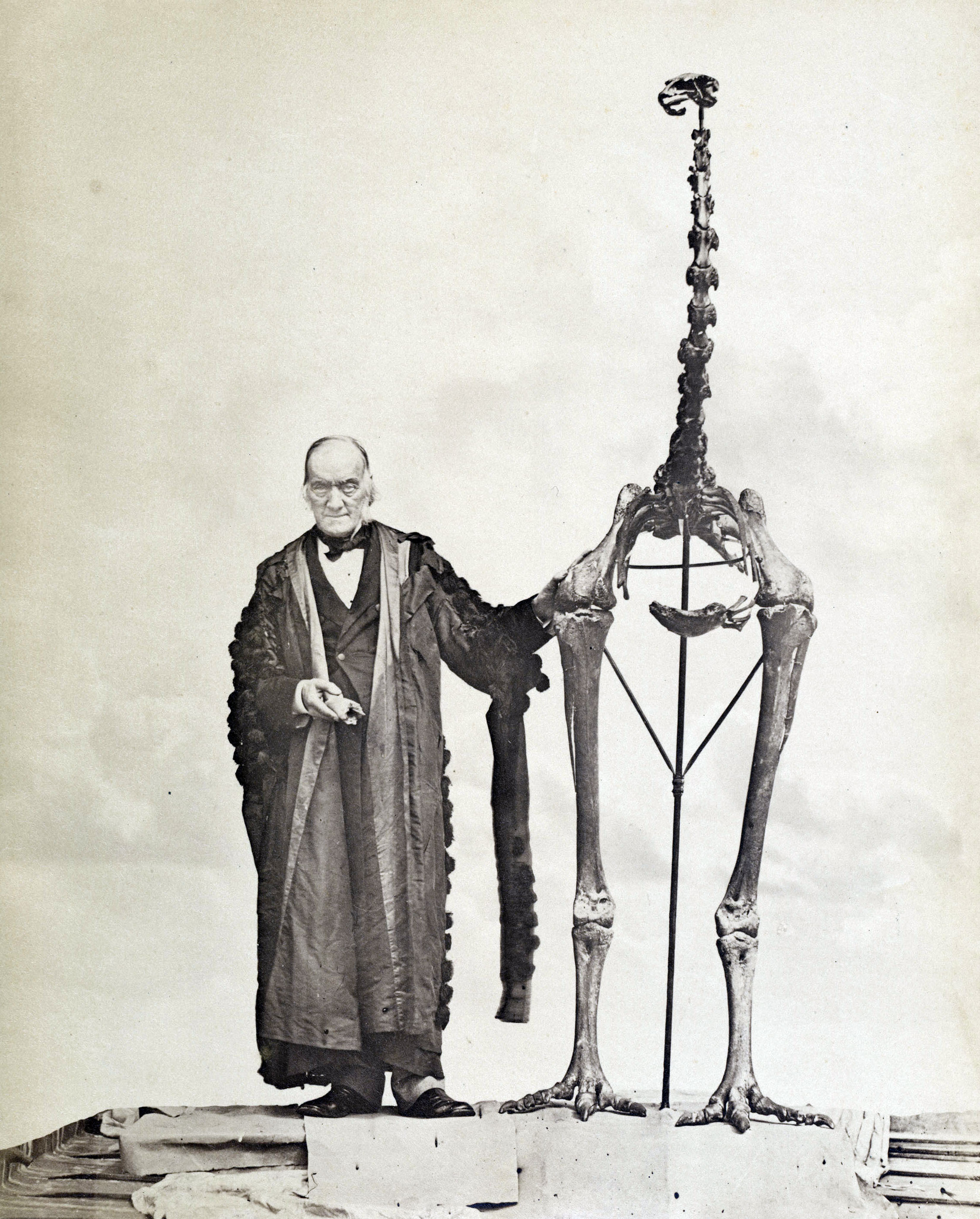
Sir Richard Owen i un esquelet de Dinornis (moa)

Austràlia es caracteritza per la presència dels monotremes, marsupials, cocodrils, testudins, varànids i moltes aus no voladores. El Plistocè austràlia també albergava el cangur més gran conegut (Procoptodon Goliah), l'uombat gegant (Diprotodon), el lleó marsupial (Thylacoleo carnifex), els ocells Genyornis i Dromornis, la gran serp Wonambi i el llangardaix gegant Megalania prisca.

### Euràsia
Igual que en el cas de Sud-amèrica, Euràsia tenia alguns dels animals en comú amb Nord-amèrica. Entre les espècies més característiques d'Euràsia es poden trobar el mamut llanut (Mammuthus primigenius), el mamut de les estepes (Mammuthus trogontherii), l'elefant antic (Palaeoloxodon antiquus), els urs, els bisons de les estepes (Bison priscus), el lleó de les cavernes (Pantera leo spelaea), l'ós de les cavernes (Ursus spelaeus), la hiena de les cavernes (Crocuta crocuta spelaea), l'homoteri (Homotherium), el megaloceros, l'os polar gegant (Ursus maritimus tyrannus), el rinoceront llanut (Coelodonta antiquitatis), el rinoceront de l'estepa (Stephanorhinus) i l'elasmoteri (Elasmotherium).
Actualment, el mamífer més gran d'Europa és el bisó europeu.

### Faunes insulars

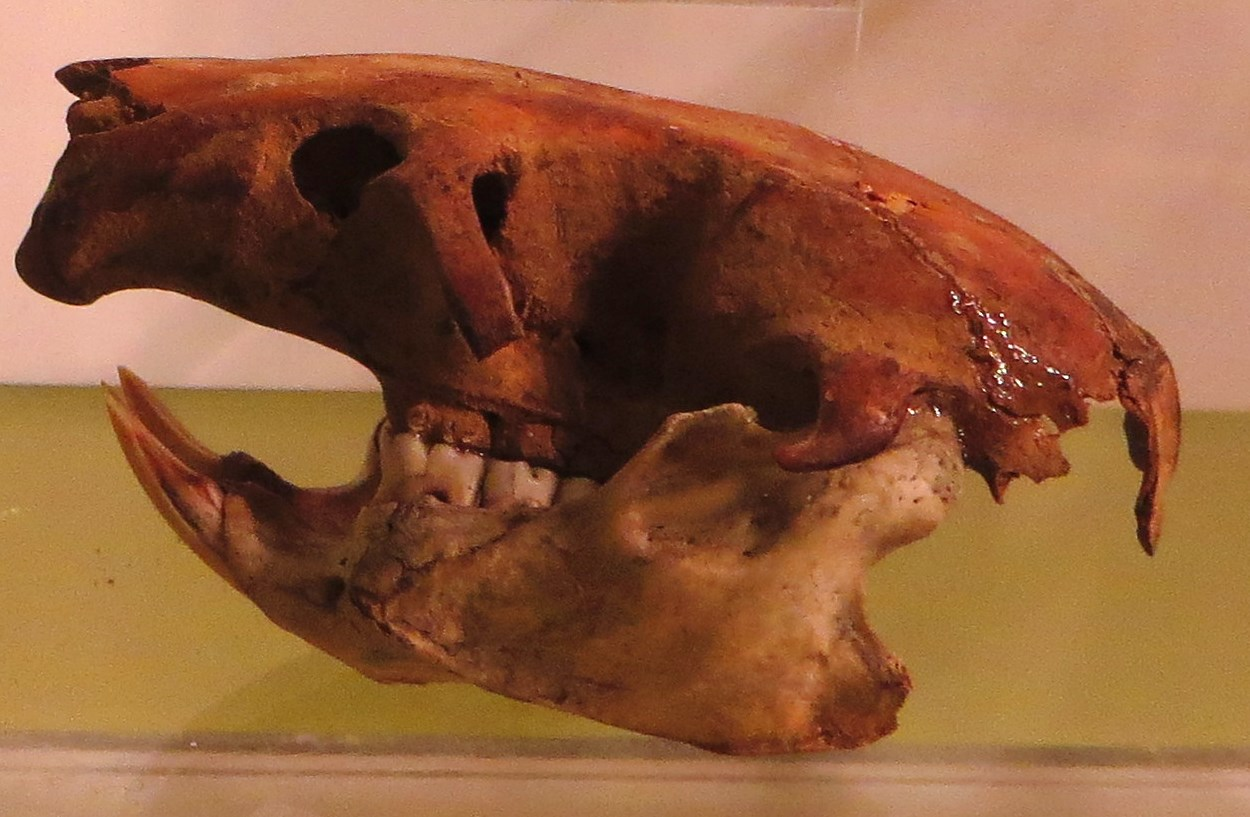
Crani d'un Canariomys bravoi (Rata gegant de Tenerife). Era una espècie endèmica que s'ha extingit

Diverses illes tenien una megafauna única que es va extingir en el moment de l'arribada de l'home. Això inclou els mamuts llanuts nans de l'illa de Wrangel, l'illa de Saint Paul i les illes Santa Bàrbara; les aus gegants de Nova Zelanda com els moas i l'Harpagornis (una àguila gegant); lèmurs gegants, com el Megaladapis i el Palaeopropithecus, i l'Archaeoindris (un lèmur de
la mida d'un goril·la), així com tres espècies d'hipopòtams, una tortuga gegant, el cocodril Voay i l'ocell elefant (Aepyornis) a Madagascar; diverses espècies de tortugues gegants a les illes Mascarenyes, un Stegodon nan a Flores i diverses altres illes; tortugues Meiolaniidae i cocodrils mekosuquins a Nova Caledònia; mussols gegants com el Tyto pollens i l'Ornimegalonyx, i Megalocnus en el Carib; oques i ànecs gegants (Thambetochenini) a Hawaii; i els elefants nans i els hipopòtams nans a les illes de la Mediterrània.
Les Illes Canàries estaven habitades per animals endèmics actualment desapareguts, com llangardaixos gegants (Gallotia goliath), rates gegants (Canariomys bravoi i Canariomys tamarani) i tortugues gegants (Geochelone burchardi i Geochelone vulcanica).